# Erik Gerits
Erik Gerits (16 augustus 1968) is een Belgisch voetbalbestuurder en voormalig politicus. Sinds februari 2018 is hij CEO van voetbalclub KRC Genk.

## Politieke loopbaan
Erik Gerits studeerde communicatiemanagement aan de Katholieke Hogeschool Limburg. In 2006 kwam hij als lid van de partij CD&V voor het eerst op voor de gemeenteraadsverkiezingen in Genk. In 2010 werd hij in de Limburgse stad schepen van Economie, Evenementen en Toerisme. Twee jaar later werd hij ook lid van de provincieraad.
In januari 2016 ging Gerits aan de slag in het Limburgs provinciebestuur, waar hij Marc Vandeput, gedeputeerde van Economie, opvolgde. In mei 2018 zal hij zijn politieke functie neerleggen om de nieuwe CEO van KRC Genk te worden.

## KRC Genk
Gerits belandde in 1994 bij voetbalclub KRC Genk. Rond de eeuwwisseling werd hij er de assistent van manager Paul Heylen. Later bekleedde hij er de functies van persverantwoordelijke en Directeur Organisatie. Hoewel hij in 2016 gedeputeerde voor Economie werd, bleef hij bij de club actief. In februari 2018 raakte bekend dat hij een punt achter zijn politiek ambt zal zetten om in juni 2018 CEO te worden bij KRC Genk. Hij volgde er Patrick Janssens op.